# ジャンヌ・ド・フランス (1391-1433)
ジャンヌ・ド・フランス （Jeanne de France、1391年1月24日 - 1433年9月27日）は、ブルターニュ公ジャン5世の妃。フランス王シャルル6世と王妃イザボー・ド・バヴィエールの三女。姉にイングランド王リチャード2世およびオルレアン公シャルルの妃イザベル、妹にブルゴーニュ公フィリップ3世妃ミシェル、イングランド王ヘンリー5世妃カトリーヌ、弟にギュイエンヌ公ルイ、トゥーレーヌ公ジャン、フランス王シャルル7世がいる。

## 生涯
ブルターニュ継承戦争とゲランド条約（1365年）の結果としてジャン5世の生家・モンフォール家が公位を継承、パンティエーヴル家は劣勢であったが、彼らはブルターニュ公継承権を諦めてはいなかった。
1420年2月、パンティエーヴル伯オリヴィエと母マルグリット・ド・クリッソンはジャン5世にシャントソーの領地を与えるとする宴会を開いてジャン5世と弟リシャール・デタンプを招き、彼らを拘束した。パンティエーヴル家はジャン5世が死んだという噂を流し、毎日彼の居所を変えた。公妃ジャンヌはブルターニュ中の男爵たちに訴え、パンティエーヴル家が所有する城を一つずつ包囲していった。彼女は7月にマルグリットを捕らえ、ジャン5世を解放させた。

## 子女
1396年9月19日、ジャン5世と結婚して以下の子女をもうけた。
- アンヌ（1409年 - 1415年）
- イザベル（1411年 - 1442年） - ラヴァル伯ギー14世・ド・ラヴァルの妻
- マルグリット（1412年 - 1421年）
- フランソワ1世（1414年 - 1450年） - ブルターニュ公
- カトリーヌ（1417年 - 1444年）
- ピエール2世（1418年 - 1457年） - ブルターニュ公
- ジル（1420年 - 1450年）-  シャントセ領主